# Faro de Pointe-au-Père
El Faro de Pointe-au-Père (en francés: Phare de Pointe-au-Père) fue construido en 1909 en la ciudad de Pointe-au-Père, cerca de Rimouski, en la provincia de Quebec, al este de Canadá. Esta ciudad era bien conocida en los círculos navales por ser donde se ubicaba la estación experimental de Bas-Saint-Laurent (Bajo San Lorenzo). Pointe-au-Père, ya se ha amalgamado a la ciudad más grande de Rimouski (2002). 
El faro tiene de 108 pies de altura, lo que lo convierte en el segundo más alto en el este de Canadá. Está construido en una forma característica, empleando ocho contrafuertes de hormigón para soportar un cilindro central delgado. 
Fue sustituido por un faro electrónico en 1975 y el sitio está abierto para los visitantes como parte de Sitio histórico marítimo de la Pointe-au-Père.